# Yanbike Corona
Yanbike Corona est une corona, formation géologique en forme de couronne, située sur la planète Vénus par -1,5° S et 328,5° E. Elle est localisée dans le quadrangle de Navka Planitia. Elle a été nommée en référence à Yanbike, Première femme mythique selon les Bachkirs. 

## Géographie et géologie
Yanbike Corona couvre une surface circulaire d'environ 200 km de diamètre. 